# Pisco sour (álbum)
Pisco sour es el sexto disco de estudio de la banda peruana Nosequien y Los Nosecuantos, una de las mejores bandas del Perú, el disco fue lanzado en 2004. Fue compuesto, grabado y producido por los Nosequien y Javier Garza.
El sencillo «Yo de ti» alcanzó el primer lugar en todas las emisoras del país, mientras a los casi dos meses de su lanzamiento el álbum había venido más de 35 mil copias, logrando alcanzar los 50 mil ejemplares al finalizar los primeros dos meses. Dichas ventas hicieron al álbum acreedor del Doble Disco de platino en el Perú.
Tras este éxito, la banda fue invitado especial en Ritmoson Latino, donde fueron nominados dos años consecutivos. Obtuvieron los primeros puestos en los rankings nacionales  e internacionales, siendo invitados por el programa HTV el mes de julio al programa En la mira.

## Historia
A inicios del año 2004 el grupo anuncia su sexto disco, Pisco sour, producción mezclada en los Estados Unidos por Javier Garza, renombrado productor que ha realizado las mezclas de trabajos de Carlos Vives, Lenny Kravitz, Shakira, etc.
En mayo se hace el lanzamiento oficial y el disco rompe rápidamente en ventas, vendiendo más de 40 mil copias en menos de dos meses de lanzado, y llegando a vender más de 35 mil copias, recibiendo doble disco de platino. Gracias al éxito de «Yo de ti», el grupo fue considerado grupo del mes de julio de 2004 por la cadena Ritmoson Latino y nominado a los premios de ese año, donde quedaron finalistas al año siguiente.
El sencillo "Yo de ti" se coloca en los primeros lugares de los rankings nacionales e internacionales, siendo invitados por la cadena internacional de vídeos HTV para ser el grupo exclusivo del mes de julio en el programa "En la mira", programa de 30 minutos de duración que los tuvo como invitados durante todo el reciente mes.
El éxito de dicho vídeo en la importante cadena televisiva musical, hace que éste suene con fuerza en radios de países como Ecuador, Colombia, Panamá, Venezuela, Bolivia, Chile, y colonias de los Estados Unidos.
Dicho año, realiza el tour "La gran gira 2004" que recorrió 5 de las ciudades más importantes del Perú acompañados de otras bandas, y que convocó a decenas de miles de asistentes. Así mismo, tuvo nuevamente importantes participaciones en los festivales más importantes del país, como lo eran en ese momento el del Cusco y Arequipa. En ese mismo año, Nosequien y los Nosecuantos realizan una presentación en el Festival Peruano de Miami, que congrega a más de 10.000 compatriotas en el extranjero.

## Lista de canciones
1. Yo de ti
2. Temblor
3. Rendidos
4. Bajo la luna
5. Algo mágico
6. ¿Para qué sirven las guerras?
7. Pisco sour
8. Confusiones de amor
9. En túnel
10. Evolución
11. Dos palabras
12. Alquitrán

## Personal
Nosequien y Los Nosecuantos
- Pedro Silva – batería
- Raúl Romero – voz
- Fernando Ríos – bajo
- Pablo Boner – Teclados
- Héctor Llosa – guitarra

También son Nosequien y Los Nosecuantos
- Laureano Rigol – percusión
- Miguel Ángel Parra – coros
- Abél Páez – trompeta
- Rafael Santa Cruz – cajón en «Yo de ti» y «Pisco sour»
- Bruno Travi – quenas y zampoñas en «Temblor»
- Percy Lavaud – risas en «Pisco sour»